# Rachel Crowdy

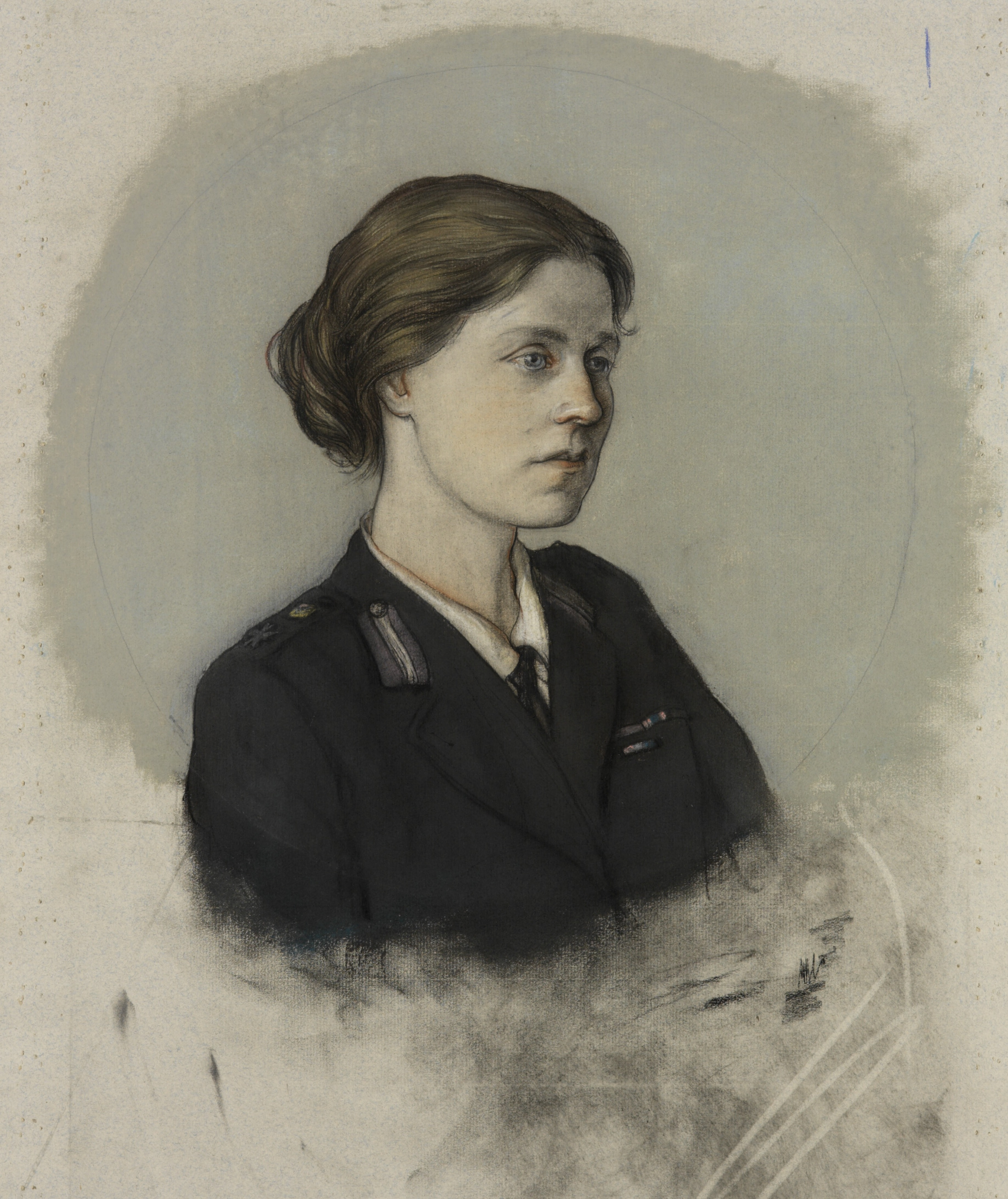
Rachel Crowdy, the Principal Commander of the VADs

Dame Rachel Eleanor Crowdy, DBE (verheiratete Thornhill, * 3. März 1884 in London, Vereinigtes Königreich; † 10. Oktober 1964 in Surrey, Vereinigtes Königreich) war eine britische Krankenschwester und Sozialreformerin. Sie war von 1914 bis 1919 Hauptkommandantin der Freiwilligen Hilfseinheiten in Frankreich und Belgien. Von 1919 bis 1931 war Leiterin der Abteilung für Opiumhandel und soziale Fragen des Völkerbundes und war damit die einzige Frau, die eine höhere Verwaltungsposition im Völkerbund hatte. Sie war aktives Mitglied des britischen Nationalkomitees zur Bekämpfung des Sklavenhandels.

## Leben und Werk

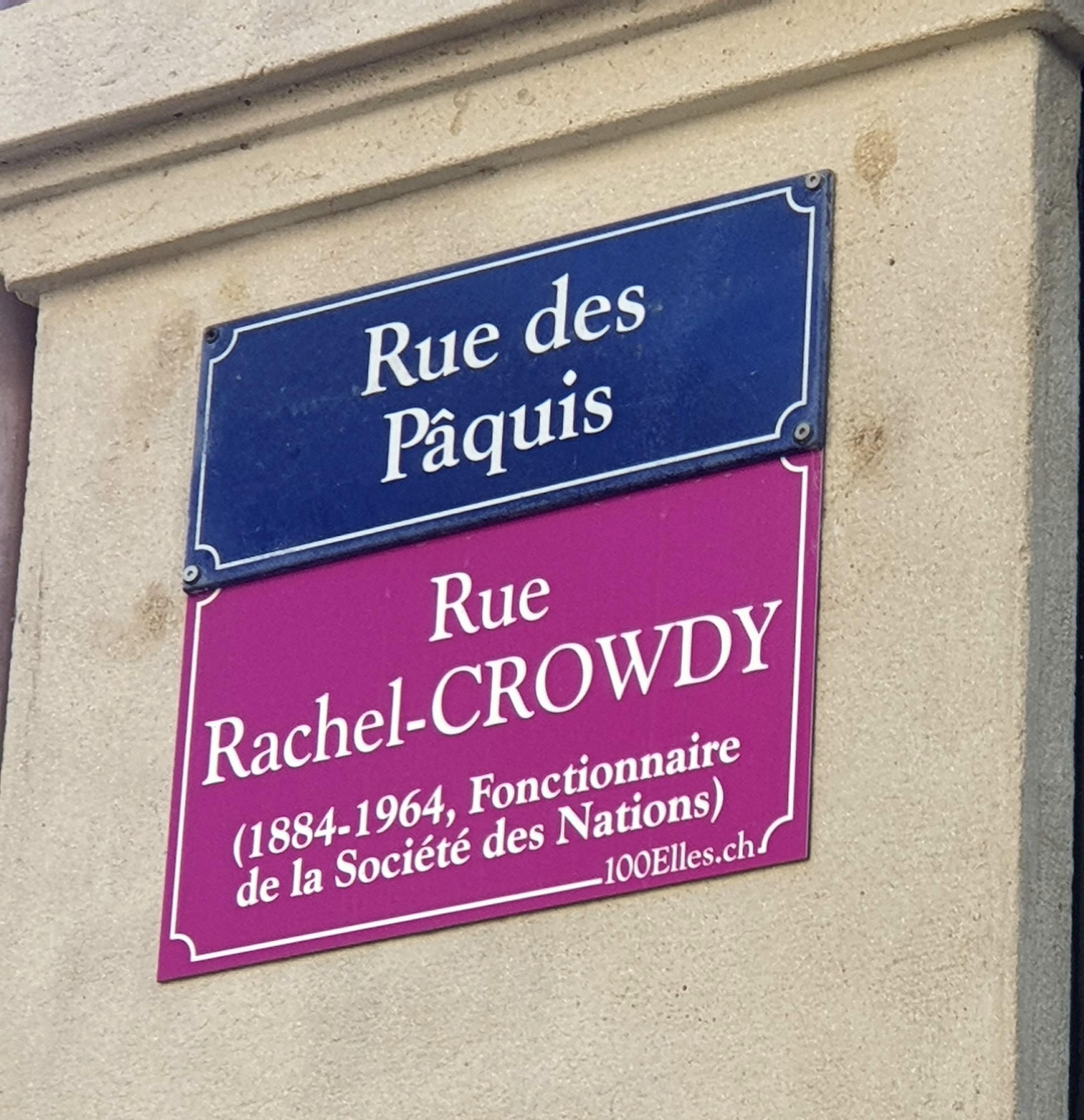
Temporäres Straßenschild, das im Rahmen des 100elles-Projekts 2019 in Genf angebracht wurde

Crowdy war eine von vier Töchtern des Rechtsanwaltes James Crowdy und seiner Frau Mary Isabel Anne, geborene Fuidge. Sie studierte am Hyde Park New College in London und absolvierte 1908 eine Ausbildung zur Krankenschwester am Guy’s Hospital. 1911 trat sie in das neu gegründete Voluntary Aid Detachments (VADs) ein, den freiwilligen Krankenpflegeeinheiten der Territorial Army. Sie begann dann ein Studium am Apothecaries' Hall, um ein Zertifikat für den Dienst als Krankenschwester in ihrer Einheit, dem VAD 22 in London, zu erwerben. Von 1912 bis 1914 war sie außerdem Dozentin und Demonstrantin bei der National Health Society.

## Dienst im Ersten Weltkrieg
Gemeinsam mit ihrer Freundin Katharine Furse organisierte sie im ganzen Land Erste-Hilfe- und Hauskrankenpflegekurse. Die VADs waren für den Fall einer Invasion ausgebildet worden, aber es gelang ihnen, eine kleine Gruppe nach Boulogne zu schicken, wo sie Stationen für verwundete Soldaten einrichteten. Dort betreuten während der ersten Schlacht von Ypern etwa zwanzig Krankenschwestern 30.000 Männer. Ende 1914 kehrte Furse nach London zurück und bis Kriegsende war Crowdy für die VADs auf dem Kontinent verantwortlich. Sie richtete Ruhestationen entlang der Kommunikationslinien in Frankreich und Belgien ein und errichtete Krankenwagendepots, Herbergen für Krankenschwestern und Angehörige der Kranken und Verwundeten sowie Krankenhäuser und Krankenstationen, wo diese benötigt wurden. Sie und ihre Schwester Mary richteten ein Büro im Zentrum des gemeinsamen Kriegskomitees im Hôtel Crystal in Boulogne ein.
1916 erhielt Crowdy das Royal Red Cross zweiter und 1917 erster Klasse. 1919 wurde sie als Dame Commander des Order of the British Empire (DBE) geadelt.

## Arbeit für den Völkerbund
1921 wurde sie beim Völkerbund zur Leiterin der Sektion für soziale Fragen und Opiumhandel ernannt, einer Abteilung, die sich mit dem Opiumhandel sowie der humanitären Arbeit zum Schutz von Frauen und Kindern vor Missbrauch und Menschenhandel befasste. Sie war dort die einzige Frau, die eine Abteilung leitete. Während ihrer zwölf Jahre dort befasste sie sich mit einem breiten Spektrum sozialer Probleme und ihre Arbeit fand internationale Anerkennung.
Von 1920 bis 1921 ging sie mit der Internationalen Typhuskommission nach Polen, als die Epidemie auf ihrem Höhepunkt war, und 1922 wurde sie zur Kommandeurin des Ordens Polonia Restituta ernannt. 1926 verlieh ihr das Smith College in den Vereinigten Staaten die Ehrendoktorwürde der Rechte, und am Ende ihrer Tätigkeit für den Völkerbund verlieh ihr 1931 die spanische Regierung den Orden Alfons’ XII. für herausragende Verdienste auf dem internationalen Gebiet der Sozialreformen.

## Internationale Tätigkeiten
In den 1930er Jahren war sie Mitglied der britischen Delegation bei der Konferenz für Pazifische Beziehungen 1931 in Shanghai, nachdem sie im Jahr zuvor an der Konferenz für Pazifische Angelegenheiten in Honolulu teilgenommen hatte. Sie reiste allein nach Shanghai, wie 1936 erneut, als sie in die Mandschurei zurückkehrte. Von 1935 bis 1936 war sie Mitglied der königlichen Kommission für die private Herstellung von und den privaten Handel mit Waffen. Der Bericht der Kommission kam zu dem Schluss, dass eine Verstaatlichung nicht durchführbar sei, empfahl jedoch einige weitreichende britische und internationale Regelungen, die nicht umgesetzt wurden. 1937 begleitete sie eine parlamentarische Kommission, um den Krieg in Spanien zu beobachten. Von 1938 bis 1939 war sie Mitglied der West Indies Royal Commission, zu deren Empfehlungen die Einrichtung eines Westindischen Wohlfahrtsfonds gehörte. Von 1939 bis 1946 war sie im britischen Informationsministerium als Regionalberaterin tätig.
Am 13. Dezember 1939 heiratete sie Colonel Cudbert John Massy Thornhill CMG DSO (1883–1952), den Sohn von Lieutenant-Colonel Sir Henry Beaufoy Thornhill.
Sie starb 1964 im Alter von 80 Jahren in ihrem Haus in Surrey an einer Koronarthrombose.

## Auszeichnungen und Ehrungen (Auswahl)
- 1916: Associate des Royal Red Cross (ARRC)
- 1917: Member des Royal Red Cross (RRC)
- 1919: Dame Commander des Order of the British Empire (DBE)
- 1922: Komtur des Ordens von Polonia Restituta
- 1927: Ehrendoktorwürde der Rechtswissenschaften, Smith College[6]
- 1931: Kommandeur des Ordens Alfons’ XII.

## Veröffentlichung
- T. Bowser: The story of British VAD work in the Great War. 1918.